# László Raffinsky
László Raffinsky (roumain : Ladislau Raffinsky), né le 23 avril 1905 à Miskolc à l'époque en Autriche-Hongrie (aujourd'hui en Hongrie) et mort le 31 juillet 1981 à Cluj-Napoca en Roumanie, était un joueur et entraîneur de football roumain d'origine polonaise.
Il a participé à la coupe du monde 1930 en Uruguay et à la coupe du monde 1938 en France. Il détient le record du plus grand nombre de buts marqués par un joueur en un seul match dans le championnat roumain (10 buts avec le Juventus FC Bucarest contre Dacia Unirea Brăila lors de la saison 1929/30).

## Biographie

### Carrière de club
László Raffinsky commence sa carrière en 1924, en jouant pour l'Unirea, un club de Timișoara. En 1925, Raffinsky part pour le CA Timișoara, et, en 1927, à Chinezul Timișoara, un des meilleurs clubs roumains de l'époque. Mais le nouveau club de Raffinsky rentre dans une crise et ne remporte pas le championnat pour la première fois en sept ans.
En 1929, Raffinsky quitte Chinezul et signe au Juventus Bucarest. Durant la saison 1929-1930, Raffinsky remporte son premier titre de champion avec la Juventus. En 1931, il retourne dans la ville de Timișoara, pour jouer à Ripensia Timișoara. Il quitte Ripensia en 1933, après avoir gagné un titre de champion, pour jouer en Tchecoslovaquie, au SK Židenice. Il retourne en Roumanie après deux années, à Bucarest, au Rapid Bucarest, où il joue jusqu'en 1940 avec trois coupes de Roumanie à la clé. En 1939, il est arrêté, avec trois autres joueurs du Rapid, Iuliu Baratky, Ștefan Auer et Ioan Bogdan sur ordre de Gabriel Marinescu, ministre de l'Intérieur, préfet de Bucarest et propriétaire du Venus FC Bucarest, à cause de leur victoire en finale de la coupe contre le Venus. Une fois le scandale révélé à la presse, les quatre joueurs sortent de prison après quelques jours, et Gabriel Marinescu est arrêté et exécuté en 1940, l'année où Raffinsky met fin à sa carrière.

### Équipe nationale
László Raffinsky joue en tout vingt matchs avec la Roumanie. Sa première sélection est une défaite en 1929 contre la Yougoslavie. Lors de sa quatrième sélection, il marque son seul et unique but en jaune, contre la Grèce. Il est sélectionné pour la coupe du monde 1930, le premier des mondiaux de football. Mais Raffinsky et son coéquipier Emerich Vogl, sont interdits de quitter le territoire par le président de l'Astra Romana. Après l'intervention d'Octav Luchide, les deux joueurs prennent le bateau SS Conte Verde pour l'Uruguay. Raffinsky joue les deux matchs de la Roumanie, contre le Pérou et l'Uruguay. Lors du match contre le Pérou, il est taclé par le joueur péruvien Plácido Galindo, qui devient le premier joueur d'une coupe du monde à recevoir un carton rouge. Il est élu dans l'équipe type de la coupe du monde 1930. Raffinsky n'est ensuite plus appelé en sélection jusqu'en 1932, où il participe à une victoire 6-3 contre la France. Après trois autres matchs consécutifs contre la Grèce, la Bulgarie et la Yougoslavie, Raffinsky n'est plus sélectionné jusqu'en 1937. Il dispute ensuite la Coupe du monde 1938, où il joue deux matchs contre Cuba qui sont ses derniers matchs internationaux.

### But international
| # | Date        | Lieu                             | Adversaire | But | Résultat | Compétition                   |
| - | ----------- | -------------------------------- | ---------- | --- | -------- | ----------------------------- |
| 1 | 25 mai 1930 | ONEF Stadium, Bucarest, Roumanie | Grèce      | 8-1 | Victoire | Coupe des Balkans des nations |

### Carrière d'entraîneur
Après sa grande carrière de footballeur, László Rafinsky n'arrive pas à rééditer une grande carrière en tant qu'entraîneur. Il commence à entraîner en 1944, le Prahova Ploiești jusqu'en 1945. Il entraîne par la suite des clubs roumains de 2e et 3e division comme Mica Brad, Chimica Târnăveni où Aurul Zlatna. En 1962, il arrive à Cluj-Napoca, en devenant l'entraîneur du Tehnofrig, pour deux ans. En 1964, Ladislau Raffinsky se retire du monde du football football.